# Quảng cáo biểu ngữ
Quảng cáo biểu ngữ hoặc Biểu ngữ trực tuyến (tiếng Anh: banner ad hay web banner) là một hình thức quảng cáo trên trang mạng trực tuyến (World Wide Web) được tạo ra bởi một máy chủ quảng cáo. Hình thức quảng cáo này đòi hỏi phải nhúng quảng cáo vào một website sẵn có. Mục tiêu của quảng cáo này là để thu hút lưu lượng đến website bằng cách liên kết chúng đến website của nhà quảng cáo. Trong nhiều trường hợp, biểu ngữ được cung cấp bởi một máy chủ quảng cáo trung tâm. Khi nhà quảng cáo quét logfile và nhận thấy rằng một người dùng mạng đã truy cập vào trang của nhà quảng cáo bằng cách nhấp vào biểu ngữ quảng cáo, nhà quảng cáo sẽ gửi cho nhà cung cấp nội dung một số tiền nhỏ (thường là khoảng 5 đến 10 xu Mỹ). Hệ thống hoàn trả vốn này thường là cách giúp nhà cung cấp nội dung có thể có khả năng chi trả cho việc truy cập Internet để cung cấp những nội dung lúc ban đầu. Thông thường thì các nhà quảng cáo sử dụng mạng lưới quảng cáo để cung cấp các quảng cáo của mình, dẫn đến hệ thống chia sẻ lại và chất lượng đặt quảng cáo cao hơn.

## Lịch sử hình thành quảng cáo biểu ngữ
Người tiên phong của quảng cáo trực tuyến là Prodigy, một công ty thuộc sở hữu của IBM và Sears tại thời điểm đó. Prodigy đã sử dụng quảng cáo trực tuyến trước tiên để quảng bá các sản phẩm của Sears vào những năm 1980 và sau đó là các nhà quảng cáo khác, bao gồm AOL - một trong những đối thủ cạnh tranh trực tiếp của Prodigy. Mặc dù là người tiên phong trong việc thực hiện quảng cáo trực tuyến nhưng Prodigy đã không thể tận dụng được bất kỳ lợi thế đi đầu nào. Quảng cáo đầu tiên trên web mà khách hàng có thể nhấp chuột trực tiếp (sau này được biết đến với thuật ngữ "quảng cáo biểu ngữ") đã được Global Network Navigator (GNN) bán vào năm 1993 cho Heller, Ehrman, White, & McAuliffe, một công ty luật hiện không còn tồn tại với trụ sở văn phòng nằm trong Thung lũng Silicon. GNN là ấn phẩm web được hỗ trợ thương mại đầu tiên và là một trong những trang web thương mại đầu tiên từ trước đến nay.
Trong nhiều năm, HotWired được coi là trang web đầu tiên bán quảng cáo biểu ngữ với số lượng lớn cho một loạt các nhà quảng cáo lớn của công ty. Andrew Anker là CEO đầu tiên của HotWired. Rick Boyce, một người mua phương tiện truyền thông trước đây của công ty quảng cáo San Francisco Hal Riney & Partners, dẫn đầu nỗ lực bán hàng cho công ty. HotWired đặt ra thuật ngữ "quảng cáo biểu ngữ" và là công ty đầu tiên cung cấp các báo cáo tỷ lệ nhấp cho khách hàng của mình. Biểu ngữ trực tuyến đầu tiên được bán bởi HotWired đã được AT & T Corp thanh toán và được đưa lên mạng vào ngày 27 tháng 10 năm 1994. Một nguồn khác cũng ghi nhận Hotwired vào tháng 10 năm 1994, nhưng nguồn này cho rằng chiến dịch "Zima" của Coors mới là biểu ngữ trực tuyến đầu tiên. Vào tháng 5 năm 1994, Ken McCarthy đã hướng dẫn Boyce trong quá trình chuyển đổi từ quảng cáo truyền thống sang quảng cáo trực tuyến và lần đầu tiên đưa ra khái niệm về một quảng cáo có thể nhấp trực tiếp vào hoặc có thể theo dõi. Ông tuyên bố rằng chỉ có một mô hình phản hồi trực tiếp, trong đó lợi tức đầu tư của quảng cáo riêng lẻ được đo lường sẽ chứng minh sự bền vững trong thời gian dài cho quảng cáo trực tuyến. Mặc dù dự đoán của Ken McCarthy là vậy, nhưng thực tế quảng cáo biểu ngữ được định giá và bán dựa trên số lần hiển thị mà họ tạo ra.
Tuy nhiên, trang web Pathfinder của Time Warner, ra mắt cùng tuần với HotWired vào ngày 24 tháng 10 năm 1994, nhưng ba ngày trước đó đã xuất hiện cùng với quảng cáo biểu ngữ. Walter Isaacson (sau này là Chủ tịch của Time Inc), New Media, và Tạp chí Columbia Journal Review, đều tin tưởng Bruce Judson (sau này là Tổng Giám đốc của Time Inc) với việc phát minh ra khái niệm quảng cáo biểu ngữ.
Dường như khái niệm quảng cáo biểu ngữ được phát triển độc lập tại Time Warner và Wired. Do đó, trang web đầu tiên hiển thị quảng cáo biểu ngữ là trang web Pathfinder của Time Warner, được ra mắt vài ngày trước HotWired.
Máy chủ quảng cáo chính thức đầu tiên được phát hành vào tháng 7 năm 1995 bởi Focalink Communications, cho phép quản lý, nhắm mục tiêu và theo dõi quảng cáo trực tuyến. Một máy chủ quảng cáo địa phương nhanh chóng được theo dõi từ NetGravity vào tháng 1 năm 1996. Sự đổi mới công nghệ của máy chủ quảng cáo, cùng với việc bán quảng cáo trực tuyến trên cơ sở ấn tượng, đã thúc đẩy sự gia tăng mạnh mẽ của quảng cáo trực tuyến trên web và cung cấp nền tảng kinh tế cho ngành công nghiệp web từ giai đoạn 1994 đến 2000. Mô hình quảng cáo trực tuyến mới xuất hiện vào những năm đầu của thế kỷ 21, được giới thiệu bởi GoTo.com (sau này là Overture, sau đó là Yahoo! và được tiếp thị rộng rãi bởi chương trình AdWords của Google), phụ thuộc rất nhiều vào việc theo dõi phản hồi quảng cáo thay vì hiển thị.

## Ý nghĩa
Quảng cáo biểu ngữ đã đóng một vai trò quan trọng trong sự phát triển nhanh chóng của quảng cáo trả tiền trên Internet. Với các định dạng chuẩn, hoạt động (liên kết có thể nhấp đến đích đến) và hệ thống giá (lượt hiển thị), quảng cáo biểu ngữ cho phép bất kỳ trang web nào cũng có thể bán quảng cáo và cung cấp các yêu cầu hoạt động cho các công ty máy chủ quảng cáo, như NetGravity, để phát triển hệ thống cần thiết để vận hành và theo dõi quảng cáo dựa trên web. Quảng cáo biểu ngữ cũng là duy nhất, so với quảng cáo xuất hiện trên các phương tiện truyền thông, chẳng hạn như báo và tạp chí. Không giống như quảng cáo theo định kỳ, quảng cáo biểu ngữ khuyến khích người tiêu dùng thực sự rời khỏi dịch vụ hoặc sản phẩm trên phương tiện truyền thông và đến một môi trường truyền thông riêng biệt (thường là một trang web được điều hành bởi nhà quảng cáo). Ngược lại, độc giả xem quảng cáo trên báo hoặc tạp chí không được khuyến khích rời khỏi định kỳ. Thay vào đó, thông điệp của quảng cáo là nhằm mục đích ảnh hưởng đến người đọc.

## Kích cỡ tiêu chuẩn
Kích thước quảng cáo đã được IAB chuẩn hóa ở một mức độ nào đó. Trước khi tiêu chuẩn hóa IAB, quảng cáo biểu ngữ đã xuất hiện với hơn 250 kích cỡ khác nhau. Tuy nhiên, một số trang web và mạng quảng cáo (bên ngoài Eurosphere hoặc Bắc Mỹ) không được sử dụng bất kỳ hoặc tất cả các kích thước quảng cáo cơ bản của IAB. Các kích thước quảng cáo IAB là:
| Tên                      | Chiều rộng | Chiều cao | Tỷ lệ khung hình |
| ------------------------ | ---------- | --------- | ---------------- |
| Hình chữ nhật và Pop-ups |            |           |                  |
| Hình chữ nhật trung bình | 300        | 250       | 6:5              |
| Pop-ups vuông            | 250        | 250       | 1:1              |
| Hình chữ nhật dọc        | 240        | 400       | 2:5              |
| Hình chữ nhật lớn        | 336        | 280       | 6:5              |
| Hình chữ nhật            | 180        | 150       | 6:5              |
| Hình chữ nhật 3:1        | 300        | 100       | 3:1              |
| Pop-under                | 720        | 300       | 2:35:1           |
| Banner và Button         |            |           |                  |
| Full Banner              | 468        | 60        | 78:10            |
| Half Banner              | 234        | 60        | 39:10            |
| Micro Bar                | 88         | 31        | 88:31            |
| Button 1                 | 120        | 90        | 4:3              |
| Button 2                 | 120        | 60        | 2:1              |
| Banner dọc               | 120        | 240       | 1:2              |
| Button vuông             | 125        | 125       | 1:1              |
| Leatherboard             | 728        | 90        | 728:90           |
| Skycrapers               |            |           |                  |
| Skycraper rộng           | 160        | 600       | 1:375            |
| Skycraper                | 120        | 600       | 1:5              |
| Quảng cáo nửa trang      | 300        | 600       | 1:2              |

Quảng cáo biểu ngữ tiêu chuẩn được bao gồm trong Bộ chung và Nguyên tắc đơn vị quảng cáo của IAB được hỗ trợ bởi các công ty dịch vụ quảng cáo lớn. Điều này đặc biệt phù hợp với các thành viên IAB như Adform, AppNexus, Chitika, Conversant, Epom, HIRO, Mixpo, SpotXchange, ZEDO và nhiều thành viên khác. Ngoài ra, các nhà cung cấp dịch vụ quảng cáo có thể cung cấp các công nghệ và kích thước biểu ngữ không theo tiêu chuẩn, cũng như hỗ trợ các định dạng quảng cáo trực tuyến khác nhau (ví dụ: quảng cáo gốc).
Tuy nhiên, kích thước quảng cáo biểu ngữ tiêu chuẩn liên tục phát triển do sự khó khăn trong sáng tạo của người tiêu dùng và không nhìn thấy được biểu ngữ. Các công ty quảng cáo luôn kiểm tra hiệu suất của các đơn vị quảng cáo để đảm bảo hiệu suất tối đa cho khách hàng của họ. Một số nhà xuất bản được biết đến với các hoạt động tùy chỉnh, độc đáo bao gồm BuzzFeed, CraveOnline, Quartz (xuất bản), Thought Catalog, Elite Daily, Vice Media, Inc., Mic (công ty truyền thông) và nhiều công ty khác. Theo công ty nghiên cứu truyền thông eMarketer, các loại thực thi tùy chỉnh như vậy thông qua mua trực tiếp của nhà xuất bản đang gia tăng, với chi tiêu quảng cáo gốc sẽ đạt hơn 4,3 tỷ đô la vào cuối năm 2015.

## Cách sử dụng phi quảng cáo
Việc sử dụng các quảng cáo biểu ngữ không bị hạn chế trong quảng cáo trực tuyến. Hình ảnh Hero (Hình ảnh của quảng cáo biểu ngữ lớn, được đặt nổi bật trên một trang web, thường ở phía trước và giữa) là ví dụ phổ biến về ứng dụng phi quảng cáo của các quảng cáo biểu ngữ. Các quảng cáo biểu ngữ loại này tạo thành một phần của thiết kế trang web và thường được sử dụng vì lý do thẩm mỹ. Hình ảnh Hero được thể hiện bằng hình ảnh, đồ họa hoặc video lớn được đặt ở các chỗ nổi bật của trang web.